# Árpád Szenes

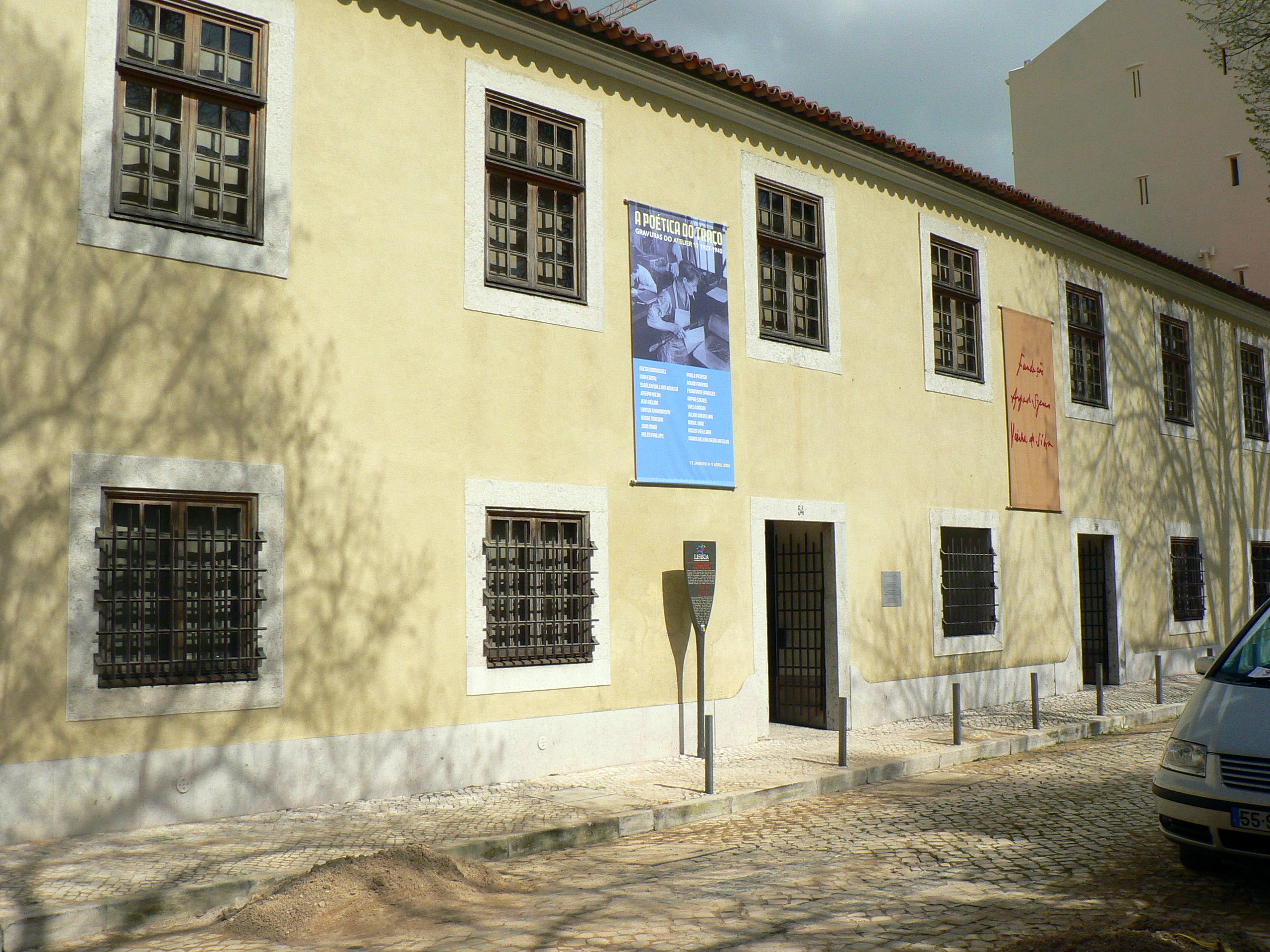
Połączona galeria prac Arpada Szenesa oraz Marii da Silva

Árpád Szenes (ur. 6 maja 1897 w Budapeszcie, zm. 16 stycznia 1985 w Paryżu) – węgierski malarz żydowskiego pochodzenia.
Szenes urodził się w 1897 w Budapeszcie w rodzinie żydowsko-węgierskiej. W 1918 roku wstąpił na budapeszteńską akademię sztuki, gdzie studiował malarstwo oraz muzykę m.in. z Zoltanem Kadoly. W wieku 25 lat ukończył studia, a trzy lata później wyjechał do Paryża, gdzie rozpoczął karierę malarską.
Głównym nurtem artystycznym Szenesa był surrealizm. Jego prace były wystawiane w licznych akademiach sztuki w Paryżu, a także w innych miastach Francji.
W 1929 roku poznał Marię Elenę Vieirę da Silva, portugalską malarkę, z którą odbył liczne podróże do Brazylii i Portugalii. Przez krótki czas Arpad tworzył wraz z Marią w jej mieszkaniu w Lizbonie, gdzie później została otwarta połączona galeria prac Marii oraz Arpada.
Od 1956 roku Arpad poświęcił się pisaniu o sztuce, przez co liczba jego obrazów namalowanych w ostatnich trzydziestu latach życia znacznie spadła. 
Árpád Szenes zmarł w Paryżu w 1985 roku w wieku 88 lat.